# Constantino (papa)
Constantino (Tiro, c. 664-Roma, 9 de abril de 715) fue el 88.º papa de la Iglesia católica entre 708 y 715.
A diferencia de sus predecesores mantuvo buenas relaciones con Justiniano II fundadas en la visita que el papa realizó a Constantinopla, entre los meses de octubre de 710 y 711, con el objeto de resolver los desacuerdos que habían surgido entre las Iglesias Orientales y Occidentales, a raíz del Concilio Quinisexto, también conocido como Segundo Concilio Trullano celebrado en dicha ciudad en 692.
El papa fue bien acogido en todas las ciudades, particularmente en la capital dónde su entrada fue triunfal, consiguiendo convencer a Justiniano II de modificar ciertas resoluciones del citado concilio.
Tras la vuelta del papa a Roma el emperador Justiniano II se enfrentó, en 711, a una rebelión encabezada por Filípico Bardano quien tras tomar prisionero a Justiniano lo mandó ejecutar y se autoproclamó emperador.
Este es un momento muy importante en la historia del cristianismo, porque es la primera vez que un emperador busca la confirmación papal a su nombramiento, pero al ser Bardano un convencido seguidor del monotelismo el papa se negó a confirmarlo como emperador, volviendo a tensarse las relaciones entre Roma y Constantinopla. Situación que se mantuvo hasta que en 713 Bardano fue depuesto y sustituido por Anastasio II, quien rechazando los cánones surgidos del Concilio Quinisexto acató las decisiones del Tercer Concilio de Constantinopla.
Fallecido el 9 de abril de 715 fue enterrado en la Basílica de San Pedro.